# Cabezo Juré

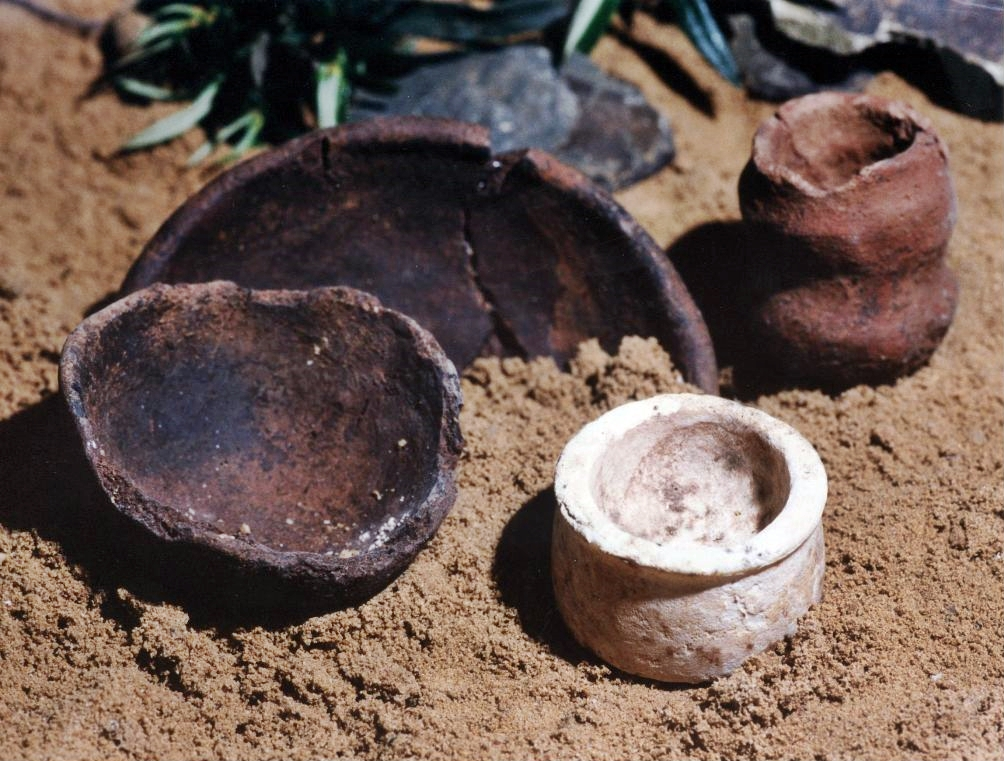
Piezas arqueológicas procedentes del yacimiento de Cabezo Juré.

Cabezo Juré es un sitio y yacimiento arqueológico enclavado en el término municipal de Alosno, en la provincia de Huelva (España). Se trató en origen de un poblado fortificacado con una superficie de dos hectáreas, relacionado con el distrito minero de Tharsis. El asentamiento de Cabezo Juré alcanzó una importante complejidad estructural, llegando a levantarse construcciones de gran relevancia arquitectónica, muchas de ellas relacionadas con la actividad metalúrgica.